# الکساندر آستروک
الکساندر آستروک (به فرانسوی: Alexandre Astruc) (زادهٔ ۱۳ ژوئیه ۱۹۲۳ در پاریس - درگذشت ۱۹ می ۲۰۱۶) نظریه‌پرداز و منتقد سینما و کارگردان بود.
او با رشته‌ای از مقالات که در نشریه‌های فرانسوی فیلم نگاشت تأثیر زیادی در پیدایش موج نوی سینمای فرانسه داشت. مهم‌ترین رسالهٔ او رساله‌ای بود با نام تولد یک آوانگارد جدید: دوربین-قلم که در سال ۱۹۴۸ در شمارهٔ ۱۴۴ مجله اکران فرانسه به چاپ رسید. این رساله همچنین تأثیر زیادی در نظریات فرانسوا تروفو و ایدهٔ سیاست مؤلفان او و نظریه مؤلف اندرو ساریس داشت. او همچنین از سال ۱۹۵۲ به فیلمسازی روی آورد و تعدادی فیلم ساخت که در سینمای موج نو چندان اهمیتی نیافتند.

## نظریات سینمایی
از دید آستروک سینماگر یک نویسنده‌است که نگارشش از طریق قلمی به نام دوربین صورت می‌پذیرد. پس همانگونه که صفت آفرینشگری را در مورد نویسنده به کار می‌بریم، فیلمساز نیز باید آفرینندهٔ اثر خود باشد. او اعتقاد داشت که بسیاری از عناصر سینما را قید و بند خود محصور کرده‌اند. به‌طور سلسله‌ای از قواعد بصری و دراماتیک. کار فیلمساز آفرینشگر رهایی از دست این سلطه است. آستروک نیز همانند آندره بازن با مونتاژ مخالف بود و ایده‌های واقع‌گرایانه‌ای در باب سینما داشت. به‌طور کلی نظریه استروک به نظریهٔ دوربین-قلم موسوم شد.

## گزیدهٔ فیلم‌شناسی
- دیوار قرمز (۱۹۵۳)
- رابطهٔ بد (۱۹۵۵)
- پایان هوس (۱۹۵۸)
- آموزش احساسات (۱۹۶۲)
- راه‌پیمایی طولانی (۱۹۶۶)